# Baudrecourt (Mosella)
Baudrecourt è un comune francese di 182 abitanti situato nel dipartimento della Mosella, nella regione del Grand Est.

## Società

### Evoluzione demografica
Abitanti censiti